# Егейски университет (Гърция)
 Тази статия е за университета в Гърция.  За този в Турция вижте Егейски университет (Турция).  
Егейският университет (на гръцки: Πανεπιστήμιο Αιγαίου) е гръцки държавен университет. Университетът е официално основан през 1984 година и централата му е в град Митилини на остров Лесбос. Сградите на факултетите му се намират на островите Лесбос, Родос, както и Самос, Хиос, Сирос и Лемнос. Това е единственото висше учебно заведение в Гърция, разположено в северната част на Егейско море.
Исторически университетът датира от началото на 20-те години на XX век като част от Йонийския университет в Смирна.